# Dark Skies – Die Rächer schlagen zurück
Dark Skies – Die Rächer schlagen zurück ist ein 2010 direkt auf DVD veröffentlichter Actionfilm. Es ist ein Low-Budget-Film. Der Film verwendet mehrere amerikanische Comichelden, die in den 40er Jahren erfunden wurden und inzwischen gemeinfrei sind.

## Handlung
Der Archäologe Peter Ward findet einen mystischen Skarabäus. Es besteht aus einem Stein. Der Superschurke Sphinx möchte den Stein haben und schickt seine Leute zu ihm. Peter Ward verwandelt sich durch den Stein zu The Scarab und er verbündet sich mit Doubledare und Crush. Zusammen wollen sie den Bösewicht Sphinx aufhalten.

## Produktion
Der Film wurde von Dudez Productions produziert. In der Hauptrolle sind Mark Courneyea, Alix Pasquet, John E. McLenachan, Jennifer Barnes, Andre Givogue und Mac Dale.

## Veröffentlichung
Es ist ein direct-to Video und es erschien am 26. April 2012 in Deutschland auf DVD. Der deutsche Herausgeber war Great Movies GmbH. Der Film bekam in Deutschland eine Freigabe ab 12 Jahren, trotzdem bekam die Heimversion eine Freigabe ab 16 Jahren wegen den Bonusmaterialen.

## Kritik
Der Film konnte nicht überzeugen und erhielt auf IMDb einen Score von 1,4 von 10 möglichen Punkten.